# Зікрачівська сільська рада
| Зікрачівська сільська рада — колишній орган місцевого самоврядування у Кагарлицькому районі Київської області з адміністративним центром у с. Зікрачі. Історична дата утворення: 6 травня 1993 року. Сільській раді були підпорядковані населені пункти: - с. Зікрачі |

## Склад ради
Рада складалася з 12 депутатів та голови.

### Керівний склад ради
| ПІБ                      | Основні відомості                                                                      | Дата обрання | Дата звільнення |
| ------------------------ | -------------------------------------------------------------------------------------- | ------------ | --------------- |
| Іванов Олексій Пилипович | Сільський голова, 1947 року народження, освіта, член народної партії                   | 26.03.2006   | 01.02.2008      |
| Білик Ірина Анатоліївна  | Сільський голова, 1973 року народження, освіта, Всеукраїнське об'єднання "Батьківщина" | 30.11.2008   | 31.10.2010      |
| Білик Ірина Анатоліївна  | Сільський голова, 1973 року народження, освіта вища, член Партії регіонів              | 31.10.2010   |                 |

Примітка: таблиця складена за даними джерела